# East Dorset
L'East Dorset era un distretto del Dorset, Inghilterra, Regno Unito, con sede a Wimborne Minster.
Il distretto fu creato con il Local Government Act 1972, il 1º aprile 1974 dalla fusione del distretto urbano di Wimborne Minster con parte del distretto rurale di Ringwood and Fordingbridge ed il distretto rurale di Wimborne and Cranborne. Fu eliminato nel 2019.

## Parrocchie civili
- Alderholt
- Chalbury
- Colehill
- Corfe Mullen
- Cranborne
- Edmondsham
- Ferndown Town
- Gussage All Saints
- Gussage St. Michael
- Hinton Martell
- Hinton Parva
- Holt
- Horton
- Long Crichel
- Moor Crichel
- Pamphill
- Pentridge
- St. Leonards and St. Ives
- Shapwick
- Sixpenny Handley
- Sturminster Marshall
- Verwood
- West Moors
- West Parley
- Wimborne Minster
- Wimborne St. Giles
- Witchampton
- Woodlands